# Cryptocheiridium confundens
Espèce
Cryptocheiridium confundens est une espèce de pseudoscorpions de la famille des Cheiridiidae.

## Distribution
Cette espèce est endémique des îles Galápagos en Équateur.

## Description
Cryptocheiridium confundens mesure de 0,88 à 0,98 mm.

## Publication originale
- Mahnert, 2014 : Pseudoscorpions (Arachnida: Pseudoscorpiones) from the Galapagos Islands (Ecuador). Revue Suisse de Zoologie, vol. 121, no 2, p. 135-210 (texte intégral).